# Pézsma
A pézsma (vagy mósusz) ritka és értékes, állati eredetű illatszer.

## Keletkezése
A párosujjú patások (Artiodactyla) rendjébe tartozó pézsmaszarvasfélék (Moschidae) (pézsmaállatok) hímjei termelik az éppen erről az anyagról pézsmamirigynek nevezett prosztatájukban. A termelt mósusz a pézsmazacskóban gyűlik össze, és a párválasztásban, illetve egymás felismerésében játszik szerepet.

## A pézsma

A muszkon szerkezeti képlete

A friss mósusz vörösesbarna, balzsamszerű anyag, ami beszáradva sötétedik. Tartós illatát sajátos illatanyagának, az alkoholban jól oldódó muszkonnak köszönheti.

## Felhasználása

A pézsmaketon szerkezeti képlete

Illatszerekhez rögzítő anyagnak adják. Régebben gyógyító hatást is tulajdonítottak neki (mint 
gyakorlatilag minden drága anyagnak), és szívgyengeségre adták, illetve ájultakkal szagoltatták, hogy felébredjenek.
Mivel nagyon drága, ezért régmúlt koroktól fogva hamisítják. Pótlására többféle mesterséges pézsmát állítanak elő — ezek az aromás szénhidrogének éterek vagy ketonok nitroszármazékai:
- Moschus Baur (1-terc-butil-3-metil-2,4,6-trinitrobenzol) — 1891-ben fedezték fel,
- Moschus Tibetene (1-terc-butil-3,4,6-trimetil-2,6-dinitrobenzol),
- ambrettpézsma (6-terc-butil-3-metil-2,4-dinitroanizol),
- pézsmaketon (4-terc-butil-2,6-dimetil-3,5-dinitrofenil),
- metil-keton stb.

Ezek az olcsón előállítható vegyületek jól utánozzák a természetes pézsma illatát, de kimutatták róluk, hogy irritálhatják a bőrt, ezért csak a testtel rövid ideig érintkező kozmetikai készítményekben alkalmazhatók.

## További, a pézsmáról elnevezett élőlények

### Állatok
- pézsmacickányformák (Desmaninae),
- pézsmapocok (Ondatra zibethicus),
- pézsmaréce (pézsmakacsa, brazil kacsa, némakacsa, törökkacsa, mósuszkacsa, Cairina moschata)
- pézsmatulok (Ovibos moschatus).

### Növények
- pézsmamályva (Malva moschata)
- pézsmatök (Cucurbita moschata)
- illatos cickafark (Achillea moschata)
- pézsmagémorr (Erodium moschatum)
- pézsmaillatú kőtörőfű (Saxifraga moschata)
- pézsmaboglár (Adoxa moschatellina)